# World Series

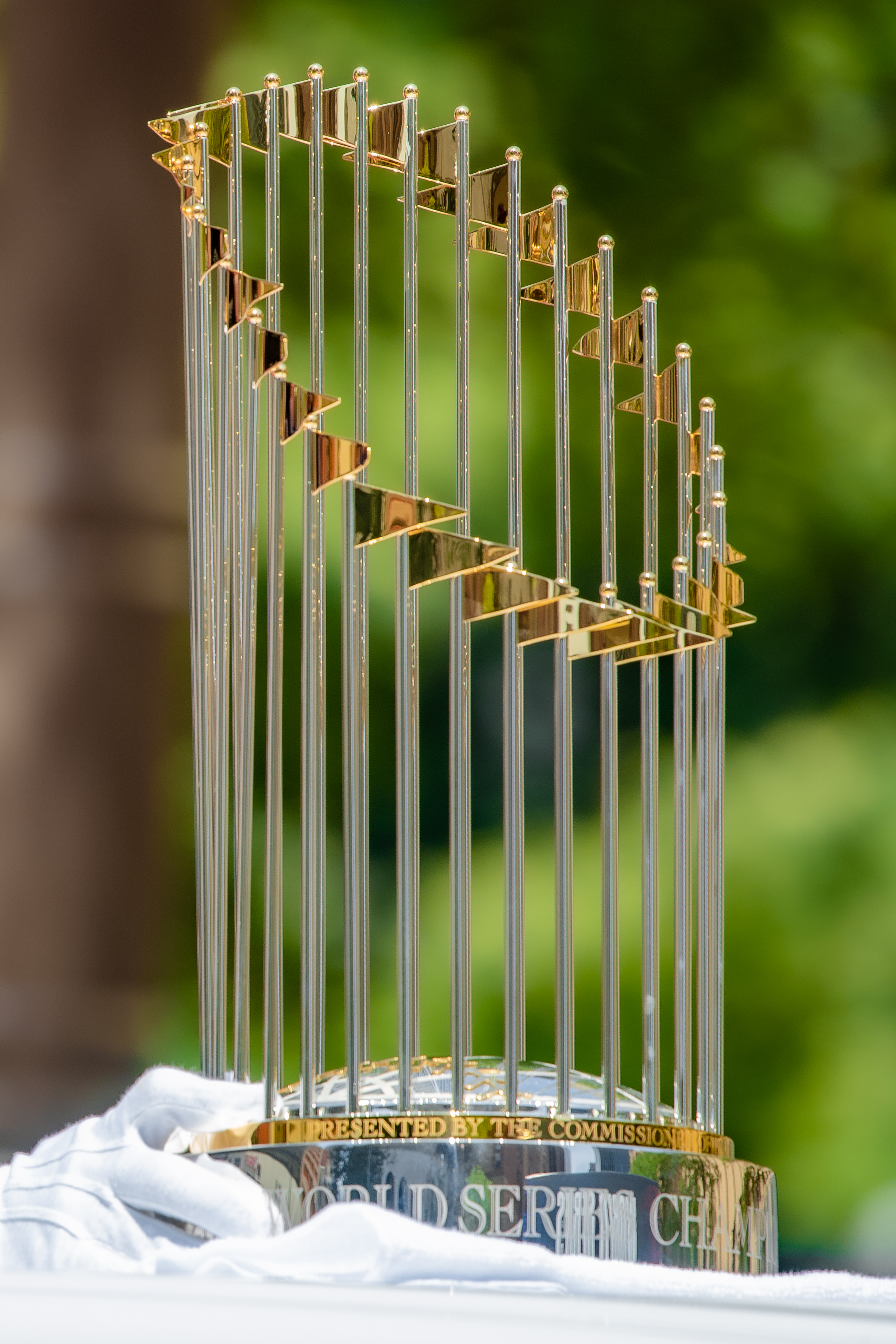
De winnaar van de World Series ontvangt de Commissioner's Trophy

De World Series is een belangrijke Amerikaanse honkbalwedstrijd. Het is de finale van de Major League Baseball (MLB) tussen de kampioen van de American League en die van de National League. De winnaar wordt gewoonlijk bepaald door een serie van zeven wedstrijden, waarbij de eerste die vier overwinningen behaalt de World Series wint. Dit systeem wordt best-of-seven genoemd. In 1903, 1919, 1920 en 1921 werd er daarentegen een best-of-nine serie gespeeld, waarin vijf overwinningen uit negen wedstrijden nodig waren om kampioen te worden. De winnaar van de World Series krijgt de Commissioner's Trophy en de World Series Rings. Het kampioenschap is sterk veranderd sinds de jaren 1850, 1860. De moderne vorm van de World Series werd voor het eerst gehouden in 1903.
De World Series is geen wereldkampioenschap, het kampioenschap is voorbehouden aan Major League Baseball-teams uit de Verenigde Staten en Canada. De bewering dat de naam een overblijfsel is van de krant New York World is ongegrond.
De New York Yankees hebben de meeste World Series gewonnen, met 27 titels. Vijf teams hebben nooit de World Series gewonnen: de Colorado Rockies, de Milwaukee Brewers, de San Diego Padres, de Seattle Mariners en de Tampa Bay Rays. Van die vijf heeft alleen Seattle nooit in de Series gespeeld. De laatste winnaar van de World Series zijn de Los Angeles Dodgers, in 2024.
Teams uit de American League hebben de meeste World Series gewonnen, in totaal 67 tegenover 52 teams van de National League. Er zijn in totaal 119 World Series gespeeld.

## Lijst van de moderne World Series
| Jaar | Winnaar                               | League                                | Wed.                                  | Verliezer                             | League                                | Wed.                                  | MVP                                               |
| ---- | ------------------------------------- | ------------------------------------- | ------------------------------------- | ------------------------------------- | ------------------------------------- | ------------------------------------- | ------------------------------------------------- |
| 1903 | Boston Americans                      | AL                                    | 5                                     | Pittsburgh Pirates                    | NL                                    | 3                                     |                                                   |
| 1904 | Geboycot door de New York Giants (NL) | Geboycot door de New York Giants (NL) | Geboycot door de New York Giants (NL) | Geboycot door de New York Giants (NL) | Geboycot door de New York Giants (NL) | Geboycot door de New York Giants (NL) |                                                   |
| 1905 | New York Giants                       | NL                                    | 4                                     | Philadelphia Athletics                | AL                                    | 1                                     |                                                   |
| 1906 | Chicago White Sox                     | AL                                    | 4                                     | Chicago Cubs                          | NL                                    | 2                                     |                                                   |
| 1907 | Chicago Cubs                          | NL                                    | 4                                     | Detroit Tigers                        | AL                                    | 0                                     |                                                   |
| 1908 | Chicago Cubs                          | NL                                    | 4                                     | Detroit Tigers                        | AL                                    | 1                                     |                                                   |
| 1909 | Pittsburgh Pirates                    | NL                                    | 4                                     | Detroit Tigers                        | AL                                    | 3                                     |                                                   |
| 1910 | Philadelphia Athletics                | AL                                    | 4                                     | Chicago Cubs                          | NL                                    | 1                                     |                                                   |
| 1911 | Philadelphia Athletics                | AL                                    | 4                                     | New York Giants                       | NL                                    | 2                                     |                                                   |
| 1912 | Boston Red Sox                        | AL                                    | 4                                     | New York Giants                       | NL                                    | 3                                     |                                                   |
| 1913 | Philadelphia Athletics                | AL                                    | 4                                     | New York Giants                       | NL                                    | 1                                     |                                                   |
| 1914 | Boston Braves                         | NL                                    | 4                                     | Philadelphia Athletics                | AL                                    | 0                                     |                                                   |
| 1915 | Boston Red Sox                        | AL                                    | 4                                     | Philadelphia Phillies                 | NL                                    | 1                                     |                                                   |
| 1916 | Boston Red Sox                        | AL                                    | 4                                     | Brooklyn Robins                       | NL                                    | 1                                     |                                                   |
| 1917 | Chicago White Sox                     | AL                                    | 4                                     | New York Giants                       | NL                                    | 2                                     |                                                   |
| 1918 | Boston Red Sox                        | AL                                    | 4                                     | Chicago Cubs                          | NL                                    | 2                                     |                                                   |
| 1919 | Cincinnati Reds                       | NL                                    | 5                                     | Chicago White Sox                     | AL                                    | 3                                     |                                                   |
| 1920 | Cleveland Indians                     | AL                                    | 5                                     | Brooklyn Robins                       | NL                                    | 2                                     |                                                   |
| 1921 | New York Giants                       | NL                                    | 5                                     | New York Yankees                      | AL                                    | 3                                     |                                                   |
| 1922 | New York Giants                       | NL                                    | 4                                     | New York Yankees                      | AL                                    | 0                                     |                                                   |
| 1923 | New York Yankees                      | AL                                    | 4                                     | New York Giants                       | NL                                    | 2                                     |                                                   |
| 1924 | Washington Senators                   | AL                                    | 4                                     | New York Giants                       | NL                                    | 3                                     |                                                   |
| 1925 | Pittsburgh Pirates                    | NL                                    | 4                                     | Washington Senators                   | AL                                    | 3                                     |                                                   |
| 1926 | St. Louis Cardinals                   | NL                                    | 4                                     | New York Yankees                      | AL                                    | 3                                     |                                                   |
| 1927 | New York Yankees                      | AL                                    | 4                                     | Pittsburgh Pirates                    | NL                                    | 0                                     |                                                   |
| 1928 | New York Yankees                      | AL                                    | 4                                     | St. Louis Cardinals                   | NL                                    | 0                                     |                                                   |
| 1929 | Philadelphia Athletics                | AL                                    | 4                                     | Chicago Cubs                          | NL                                    | 1                                     |                                                   |
| 1930 | Philadelphia Athletics                | AL                                    | 4                                     | St. Louis Cardinals                   | NL                                    | 2                                     |                                                   |
| 1931 | St. Louis Cardinals                   | NL                                    | 4                                     | Philadelphia Athletics                | AL                                    | 3                                     |                                                   |
| 1932 | New York Yankees                      | AL                                    | 4                                     | Chicago Cubs                          | NL                                    | 0                                     |                                                   |
| 1933 | New York Giants                       | NL                                    | 4                                     | Washington Senators                   | AL                                    | 1                                     |                                                   |
| 1934 | St. Louis Cardinals                   | NL                                    | 4                                     | Detroit Tigers                        | AL                                    | 3                                     |                                                   |
| 1935 | Detroit Tigers                        | AL                                    | 4                                     | Chicago Cubs                          | NL                                    | 2                                     |                                                   |
| 1936 | New York Yankees                      | AL                                    | 4                                     | New York Giants                       | NL                                    | 2                                     |                                                   |
| 1937 | New York Yankees                      | AL                                    | 4                                     | New York Giants                       | NL                                    | 1                                     |                                                   |
| 1938 | New York Yankees                      | AL                                    | 4                                     | Chicago Cubs                          | NL                                    | 0                                     |                                                   |
| 1939 | New York Yankees                      | AL                                    | 4                                     | Cincinnati Reds                       | NL                                    | 0                                     |                                                   |
| 1940 | Cincinnati Reds                       | NL                                    | 4                                     | Detroit Tigers                        | AL                                    | 3                                     |                                                   |
| 1941 | New York Yankees                      | AL                                    | 4                                     | Brooklyn Dodgers                      | NL                                    | 1                                     |                                                   |
| 1942 | St. Louis Cardinals                   | NL                                    | 4                                     | New York Yankees                      | AL                                    | 1                                     |                                                   |
| 1943 | New York Yankees                      | AL                                    | 4                                     | St. Louis Cardinals                   | NL                                    | 1                                     |                                                   |
| 1944 | St. Louis Cardinals                   | NL                                    | 4                                     | St. Louis Browns                      | AL                                    | 2                                     |                                                   |
| 1945 | Detroit Tigers                        | AL                                    | 4                                     | Chicago Cubs                          | NL                                    | 3                                     |                                                   |
| 1946 | St. Louis Cardinals                   | NL                                    | 4                                     | Boston Red Sox                        | AL                                    | 3                                     |                                                   |
| 1947 | New York Yankees                      | AL                                    | 4                                     | Brooklyn Dodgers                      | NL                                    | 3                                     |                                                   |
| 1948 | Cleveland Indians                     | AL                                    | 4                                     | Boston Braves                         | NL                                    | 2                                     |                                                   |
| 1949 | New York Yankees                      | AL                                    | 4                                     | Brooklyn Dodgers                      | NL                                    | 1                                     |                                                   |
| 1950 | New York Yankees                      | AL                                    | 4                                     | Philadelphia Phillies                 | NL                                    | 0                                     |                                                   |
| 1951 | New York Yankees                      | AL                                    | 4                                     | New York Giants                       | NL                                    | 2                                     |                                                   |
| 1952 | New York Yankees                      | AL                                    | 4                                     | Brooklyn Dodgers                      | NL                                    | 3                                     |                                                   |
| 1953 | New York Yankees                      | AL                                    | 4                                     | Brooklyn Dodgers                      | NL                                    | 2                                     |                                                   |
| 1954 | New York Giants                       | NL                                    | 4                                     | Cleveland Indians                     | AL                                    | 0                                     |                                                   |
| 1955 | Brooklyn Dodgers                      | NL                                    | 4                                     | New York Yankees                      | AL                                    | 3                                     | Johnny Podres (Dodgers)                           |
| 1956 | New York Yankees                      | AL                                    | 4                                     | Brooklyn Dodgers                      | NL                                    | 3                                     | Don Larsen (Yankees)                              |
| 1957 | Milwaukee Braves                      | NL                                    | 4                                     | New York Yankees                      | AL                                    | 3                                     | Lew Burdette (Braves)                             |
| 1958 | New York Yankees                      | AL                                    | 4                                     | Milwaukee Braves                      | NL                                    | 3                                     | Bob Turley (Yankees)                              |
| 1959 | Los Angeles Dodgers                   | NL                                    | 4                                     | Chicago White Sox                     | AL                                    | 2                                     | Larry Sherry (Dodgers)                            |
| 1960 | Pittsburgh Pirates                    | NL                                    | 4                                     | New York Yankees                      | AL                                    | 3                                     | Bobby Richardson (Yankees)                        |
| 1961 | New York Yankees                      | AL                                    | 4                                     | Cincinnati Reds                       | NL                                    | 1                                     | Whitey Ford (Yankees)                             |
| 1962 | New York Yankees                      | AL                                    | 4                                     | San Francisco Giants                  | NL                                    | 3                                     | Ralph Terry (Yankees)                             |
| 1963 | Los Angeles Dodgers                   | NL                                    | 4                                     | New York Yankees                      | AL                                    | 0                                     | Sandy Koufax (Dodgers)                            |
| 1964 | St. Louis Cardinals                   | NL                                    | 4                                     | New York Yankees                      | AL                                    | 3                                     | Bob Gibson (Cardinals)                            |
| 1965 | Los Angeles Dodgers                   | NL                                    | 4                                     | Minnesota Twins                       | AL                                    | 3                                     | Sandy Koufax (Dodgers)                            |
| 1966 | Baltimore Orioles                     | AL                                    | 4                                     | Los Angeles Dodgers                   | NL                                    | 0                                     | Frank Robinson (Orioles)                          |
| 1967 | St. Louis Cardinals                   | NL                                    | 4                                     | Boston Red Sox                        | AL                                    | 3                                     | Bob Gibson (Cardinals)                            |
| 1968 | Detroit Tigers                        | AL                                    | 4                                     | St. Louis Cardinals                   | NL                                    | 3                                     | Mickey Lolich (Tigers)                            |
| 1969 | New York Mets                         | NL                                    | 4                                     | Baltimore Orioles                     | AL                                    | 1                                     | Donn Clendenon (Mets)                             |
| 1970 | Baltimore Orioles                     | AL                                    | 4                                     | Cincinnati Reds                       | NL                                    | 1                                     | Brooks Robinson (Orioles)                         |
| 1971 | Pittsburgh Pirates                    | NL                                    | 4                                     | Baltimore Orioles                     | AL                                    | 3                                     | Roberto Clemente (Pirates)                        |
| 1972 | Oakland Athletics                     | AL                                    | 4                                     | Cincinnati Reds                       | NL                                    | 3                                     | Gene Tenace (Athletics)                           |
| 1973 | Oakland Athletics                     | AL                                    | 4                                     | New York Mets                         | NL                                    | 3                                     | Reggie Jackson (Athletics)                        |
| 1974 | Oakland Athletics                     | AL                                    | 4                                     | Los Angeles Dodgers                   | NL                                    | 1                                     | Rollie Fingers (Athletics)                        |
| 1975 | Cincinnati Reds                       | NL                                    | 4                                     | Boston Red Sox                        | AL                                    | 3                                     | Pete Rose (Reds)                                  |
| 1976 | Cincinnati Reds                       | NL                                    | 4                                     | New York Yankees                      | AL                                    | 0                                     | Johnny Bench (Reds)                               |
| 1977 | New York Yankees                      | AL                                    | 4                                     | Los Angeles Dodgers                   | NL                                    | 2                                     | Reggie Jackson (Yankees)                          |
| 1978 | New York Yankees                      | AL                                    | 4                                     | Los Angeles Dodgers                   | NL                                    | 2                                     | Bucky Dent (Yankees)                              |
| 1979 | Pittsburgh Pirates                    | NL                                    | 4                                     | Baltimore Orioles                     | AL                                    | 3                                     | Willie Stargell (Pirates)                         |
| 1980 | Philadelphia Phillies                 | NL                                    | 4                                     | Kansas City Royals                    | AL                                    | 2                                     | Mike Schmidt (Phillies)                           |
| 1981 | Los Angeles Dodgers                   | NL                                    | 4                                     | New York Yankees                      | AL                                    | 2                                     | Ron Cey, Pedro Guerrero en Steve Yeager (Dodgers) |
| 1982 | St. Louis Cardinals                   | NL                                    | 4                                     | Milwaukee Brewers                     | AL                                    | 3                                     | Darrel Porter (Cardinals)                         |
| 1983 | Baltimore Orioles                     | AL                                    | 4                                     | Philadelphia Phillies                 | NL                                    | 1                                     | Rick Dempsey (Orioles)                            |
| 1984 | Detroit Tigers                        | AL                                    | 4                                     | San Diego Padres                      | NL                                    | 1                                     | Alan Trammell (Tigers)                            |
| 1985 | Kansas City Royals                    | AL                                    | 4                                     | St. Louis Cardinals                   | NL                                    | 3                                     | Bret Saberhagen (Royals)                          |
| 1986 | New York Mets                         | NL                                    | 4                                     | Boston Red Sox                        | AL                                    | 3                                     | Ray Knight (Mets)                                 |
| 1987 | Minnesota Twins                       | AL                                    | 4                                     | St. Louis Cardinals                   | NL                                    | 3                                     | Frank Viola (Twins)                               |
| 1988 | Los Angeles Dodgers                   | NL                                    | 4                                     | Oakland Athletics                     | AL                                    | 1                                     | Orel Hershiser (Dodgers)                          |
| 1989 | Oakland Athletics                     | AL                                    | 4                                     | San Francisco Giants                  | NL                                    | 0                                     | Dave Stewart (Athletics)                          |
| 1990 | Cincinnati Reds                       | NL                                    | 4                                     | Oakland Athletics                     | AL                                    | 0                                     | José Rijo (Reds)                                  |
| 1991 | Minnesota Twins                       | AL                                    | 4                                     | Atlanta Braves                        | NL                                    | 3                                     | Jack Morris (Twins)                               |
| 1992 | Toronto Blue Jays                     | AL                                    | 4                                     | Atlanta Braves                        | NL                                    | 2                                     | Pat Borders (Jays)                                |
| 1993 | Toronto Blue Jays                     | AL                                    | 4                                     | Philadelphia Phillies                 | NL                                    | 2                                     | Paul Molitor (Jays)                               |
| 1994 | Afgelast door stakingen               | Afgelast door stakingen               | Afgelast door stakingen               | Afgelast door stakingen               | Afgelast door stakingen               | Afgelast door stakingen               | Afgelast door stakingen                           |
| 1995 | Atlanta Braves                        | NL                                    | 4                                     | Cleveland Indians                     | AL                                    | 2                                     | Tom Glavine (Braves)                              |
| 1996 | New York Yankees                      | AL                                    | 4                                     | Atlanta Braves                        | NL                                    | 2                                     | John Wetteland (Yankees)                          |
| 1997 | Florida Marlins                       | NL                                    | 4                                     | Cleveland Indians                     | AL                                    | 3                                     | Liván Hernández (Marlins)                         |
| 1998 | New York Yankees                      | AL                                    | 4                                     | San Diego Padres                      | NL                                    | 0                                     | Scott Brosius (Yankees)                           |
| 1999 | New York Yankees                      | AL                                    | 4                                     | Atlanta Braves                        | NL                                    | 0                                     | Mariano Rivera (Yankees)                          |
| 2000 | New York Yankees                      | AL                                    | 4                                     | New York Mets                         | NL                                    | 1                                     | Derek Jeter (Yankees)                             |
| 2001 | Arizona Diamondbacks                  | NL                                    | 4                                     | New York Yankees                      | AL                                    | 3                                     | Randy Johnson en Curt Schilling (Diamondbacks)    |
| 2002 | Anaheim Angels                        | AL                                    | 4                                     | San Francisco Giants                  | NL                                    | 3                                     | Troy Glaus (Angels)                               |
| 2003 | Florida Marlins                       | NL                                    | 4                                     | New York Yankees                      | AL                                    | 2                                     | Josh Beckett (Marlins)                            |
| 2004 | Boston Red Sox                        | AL                                    | 4                                     | St. Louis Cardinals                   | NL                                    | 0                                     | Manny Ramírez (Red Sox)                           |
| 2005 | Chicago White Sox                     | AL                                    | 4                                     | Houston Astros                        | NL                                    | 0                                     | Jermaine Dye (White Sox)                          |
| 2006 | St. Louis Cardinals                   | NL                                    | 4                                     | Detroit Tigers                        | AL                                    | 1                                     | David Eckstein (Cardinals)                        |
| 2007 | Boston Red Sox                        | AL                                    | 4                                     | Colorado Rockies                      | NL                                    | 0                                     | Mike Lowell (Red Sox)                             |
| 2008 | Philadelphia Phillies                 | NL                                    | 4                                     | Tampa Bay Rays                        | AL                                    | 1                                     | Cole Hamels (Phillies)                            |
| 2009 | New York Yankees                      | AL                                    | 4                                     | Philadelphia Phillies                 | NL                                    | 2                                     | Hideki Matsui (Yankees)                           |
| 2010 | San Francisco Giants                  | NL                                    | 4                                     | Texas Rangers                         | AL                                    | 1                                     | Edgar Renteria {Giants)                           |
| 2011 | St. Louis Cardinals                   | NL                                    | 4                                     | Texas Rangers                         | AL                                    | 3                                     | David Freese (Cardinals)                          |
| 2012 | San Francisco Giants                  | NL                                    | 4                                     | Detroit Tigers                        | AL                                    | 0                                     | Pablo Sandoval {Giants)                           |
| 2013 | Boston Red Sox                        | AL                                    | 4                                     | St. Louis Cardinals                   | NL                                    | 2                                     | David Ortiz (Red Sox)                             |
| 2014 | San Francisco Giants                  | NL                                    | 4                                     | Kansas City Royals                    | AL                                    | 3                                     | Madison Bumgarner {Giants)                        |
| 2015 | Kansas City Royals                    | AL                                    | 4                                     | New York Mets                         | NL                                    | 1                                     | Salvador Perez (Royals)                           |
| 2016 | Chicago Cubs                          | NL                                    | 4                                     | Cleveland Indians                     | AL                                    | 3                                     | Ben Zobrist (Cubs)                                |
| 2017 | Houston Astros                        | AL                                    | 4                                     | Los Angeles Dodgers                   | NL                                    | 3                                     | George Springer (Astros)                          |
| 2018 | Boston Red Sox                        | AL                                    | 4                                     | Los Angeles Dodgers                   | NL                                    | 1                                     | Steve Pearce (Red Sox)                            |
| 2019 | Washington Nationals                  | NL                                    | 4                                     | Houston Astros                        | AL                                    | 3                                     | Stephen Strasburg (Nationals)                     |
| 2020 | Los Angeles Dodgers                   | NL                                    | 4                                     | Tampa Bay Rays                        | AL                                    | 2                                     | Corey Seager (Dodgers)                            |
| 2021 | Atlanta Braves                        | NL                                    | 4                                     | Houston Astros                        | AL                                    | 2                                     | Jorge Soler (Braves)                              |
| 2022 | Houston Astros                        | AL                                    | 4                                     | Philadelphia Phillies                 | NL                                    | 2                                     | Jeremy Peña (Astros)                              |
| 2023 | Texas Rangers                         | AL                                    | 4                                     | Arizona Diamondbacks                  | NL                                    | 1                                     | Corey Seager (Rangers)                            |
| 2024 | Los Angeles Dodgers                   | NL                                    | 4                                     | New York Yankees                      | AL                                    | 1                                     | Freddie Freeman (Dodgers)                         |

## Winnaars van de moderne World Series
| Team                           | League | Gewonnen | Verloren | Totaal Gespeeld | Laatste Overwinning | Laatste Gespeeld |
| ------------------------------ | ------ | -------- | -------- | --------------- | ------------------- | ---------------- |
| New York Yankees               | AL     | 27       | 14       | 41              | 2009                | 2024             |
| St. Louis Cardinals            | NL     | 11       | 8        | 19              | 2011                | 2013             |
| Oakland Athletics              | AL     | 9        | 5        | 14              | 1989                | 1990             |
| Boston Red Sox                 | AL     | 9        | 4        | 13              | 2018                | 2018             |
| Los Angeles Dodgers            | NL     | 8        | 14       | 22              | 2024                | 2024             |
| San Francisco Giants           | NL     | 8        | 12       | 20              | 2014                | 2014             |
| Cincinnati Reds                | NL     | 5        | 4        | 9               | 1990                | 1990             |
| Pittsburgh Pirates             | NL     | 5        | 2        | 7               | 1979                | 1979             |
| Detroit Tigers                 | AL     | 4        | 7        | 11              | 1984                | 2012             |
| Atlanta Braves                 | NL     | 4        | 6        | 10              | 2021                | 2021             |
| Chicago Cubs                   | NL     | 3        | 8        | 11              | 2016                | 2016             |
| Baltimore Orioles              | AL     | 3        | 4        | 7               | 1983                | 1983             |
| Minnesota Twins                | AL     | 3        | 3        | 6               | 1991                | 1991             |
| Chicago White Sox              | AL     | 3        | 2        | 5               | 2005                | 2005             |
| Philadelphia Phillies          | NL     | 2        | 6        | 8               | 2008                | 2022             |
| Cleveland Guardians            | AL     | 2        | 4        | 6               | 1948                | 2016             |
| Houston Astros tot en met 2012 | AL NL  | 2 0      | 2 1      | 5               | 2022                | 2022             |
| New York Mets                  | NL     | 2        | 3        | 5               | 1986                | 2015             |
| Kansas City Royals             | AL     | 2        | 2        | 4               | 2015                | 2015             |
| Miami Marlins                  | NL     | 2        | 0        | 2               | 2003                | 2003             |
| Toronto Blue Jays              | AL     | 2        | 0        | 2               | 1993                | 1993             |
| Texas Rangers                  | AL     | 1        | 2        | 3               | 2023                | 2023             |
| Arizona Diamondbacks           | NL     | 1        | 1        | 2               | 2001                | 2023             |
| Los Angeles Angels of Anaheim  | AL     | 1        | 0        | 1               | 2002                | 2002             |
| Washington Nationals           | NL     | 1        | 0        | 1               | 2019                | 2019             |
| San Diego Padres               | NL     | 0        | 2        | 2               | -                   | 1998             |
| Tampa Bay Rays                 | AL     | 0        | 2        | 2               | -                   | 2020             |
| Colorado Rockies               | NL     | 0        | 1        | 1               | -                   | 2007             |
| Milwaukee Brewers              | AL     | 0        | 1        | 1               | -                   | 1982             |
| Seattle Mariners               | AL     | 0        | 0        | 0               | -                   | -                |

## Winnaars van de moderne World Series per stad
Gerekend waar de clubs op het moment van de World Series gevestigd waren.
| Stad             | Gewonnen | Verloren |
| ---------------- | -------- | -------- |
| New York         | 35       | 34       |
| St. Louis        | 11       | 9        |
| Boston           | 10       | 5        |
| Los Angeles      | 8        | 6        |
| Philadelphia     | 7        | 9        |
| Chicago          | 6        | 10       |
| Cincinnati       | 5        | 4        |
| Pittsburgh       | 5        | 2        |
| Detroit          | 4        | 7        |
| Oakland          | 4        | 2        |
| Baltimore        | 3        | 3        |
| San Francisco    | 3        | 3        |
| Atlanta          | 2        | 4        |
| Cleveland        | 2        | 4        |
| Houston          | 2        | 3        |
| Kansas City      | 2        | 2        |
| Washington       | 2        | 2        |
| Minneapolis      | 2        | 1        |
| Miami            | 2        | -        |
| Toronto          | 2        | -        |
| Milwaukee        | 1        | 2        |
| Arlington        | 1        | 2        |
| Phoenix          | 1        | 1        |
| Saint Petersburg | -        | 2        |
| San Diego        | -        | 2        |
| Denver           | -        | 1        |
| Totaal           | 119      | 119      |

## Winnaars van de moderne World Series per staat
Gerekend waar de clubs op moment van finale gevestigd waren.
| Staat           | Gewonnen | Finale verloren |
| --------------- | -------- | --------------- |
| New York        | 35       | 34              |
| Californië      | 15       | 13              |
| Missouri        | 13       | 11              |
| Pennsylvania    | 12       | 11              |
| Massachusetts   | 10       | 5               |
| Ohio            | 7        | 8               |
| Illinois        | 6        | 10              |
| Michigan        | 4        | 7               |
| Maryland        | 3        | 3               |
| Texas           | 3        | 5               |
| Georgia         | 2        | 4               |
| Florida         | 2        | 2               |
| Washington D.C. | 2        | 2               |
| Minnesota       | 2        | 1               |
| Ontario, Canada | 2        | -               |
| Wisconsin       | 1        | 2               |
| Arizona         | 1        | 1               |
| Colorado        | -        | 1               |
| Totaal          | 119      | 119             |

## Trivia

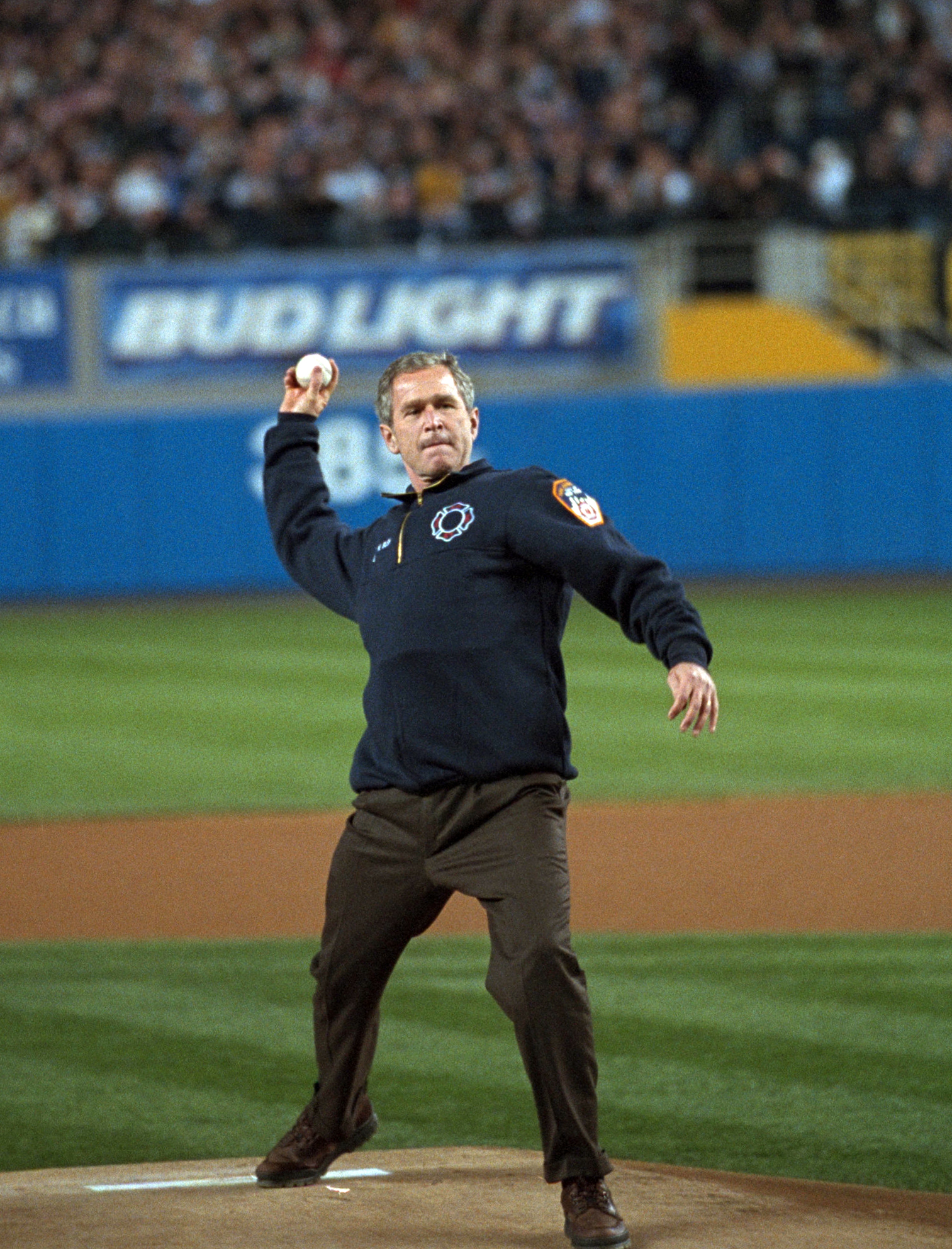
President George W. Bush gooit de eerste bal tijdens de 3e wedstrijd in 2001

- De New York Yankees hebben twee of meer kampioenschappen gewonnen in acht decennia: jaren 1920, jaren 1930, jaren 1940, jaren 1950, jaren 1960, jaren 1970, jaren 1990 en de jaren 2000.
- De Boston Red Sox (2004) zijn het enige team dat drie-nul achter kwam in de finale van de American League en toch naar de World Series ging.
- De New York Yankees en de Brooklyn/Los Angeles Dodgers hebben elf keer de World Series tegen elkaar gespeeld, een record.
- Speler Yogi Berra heeft het record van de meeste gespeelde (14x) en gewonnen World Series (10x).
- Teams van New York (Yankees, Giants (later naar San Francisco), Brooklyn Dodgers (later naar Los Angeles) en de Mets) hebben samen 65 World Series (32%) gespeeld, inclusief dertien all-New York (alleen New Yorkse teams) kampioenschappen. Ze hebben 34 kampioenschappen gewonnen (1/3). Als de San Francisco Giants en de Los Angeles Dodgers worden meegerekend zijn het 76 gespeeld (38%) en 39 gewonnen (38,6%).
- De Braves hebben voor de meeste verschillende steden gespeeld tijdens de World Series: twee in Boston (1914, 1948), twee in Milwaukee (1957, 1958) en vijf in Atlanta (1991, 1992, 1995, 1996, 1999). Ze hebben er voor elke stad een gewonnen.
- De St. Louis Cardinals leiden de National League met elf titels.
- De American League heeft 60 titels gewonnen (ofwel 58,8%)
- In 1907-1908 Chicago Cubs, 1921-1922 New York Giants en in 1975-1976 Cincinnati Reds zijn de enige teams van de National League die twee kampioenschappen op rij hebben gewonnen.
- De Toronto Blue Jays en de Florida Marlins hebben beide twee World Series zonder verlies gespeeld.
- Van 1949 tot en met 1956 werd elke wedstrijd gewonnen door een team uit New York.
- Van 1949 tot en met 1966 zaten in de Word Series steeds de Yankees, Dodgers en/of Giants.
- Van 1978 tot en met 1987 heeft geen enkel team de Series twee keer gewonnen. Dat is de langste periode waarin dat niet gebeurd is.
- De 1949 World Series werd de eerste wedstrijd gespeeld die in het donker eindigde onder kunstlicht.
- De 1970 World Series is het eerste kampioenschap dat op een kunstmatig veld is gespeeld.
- Tijdens de 1971 World Series werd de eerste avondwedstrijd gespeeld.
- De 1985 World Series werd voor het eerst geheel 's avonds gespeeld.
- Bobby Richardson is de enige speler van een verliezend team die de MVP (Meest waardevolle speler. Engels: Most Valuable Player) award won.